# Scandal First Live: Best Scandal 2009
A Scandal First Live: Best Scandal 2009 (a borító írásmódja szerint SCANDAL FIRST LIVE -BEST★SCANDAL 2009-) a Scandal japán együttes első koncertalbuma, amely 2010. június 6-án jelent meg az Epic Records Japan kiadónál. A felvételek az zenekar First One-Man Live Tour (ファーストワンマンライブツアー) elnevezésű turnéjának 2009. december 24-ei ráadáskoncertjén (BEST★Xmas) készültek a tokiói Ebiszuban, a 900 fő befogadására képes Liquidroom koncertteremben. A koncerten összesen tizennyolc dalt adtak elő – köztük az akkor még meg nem jelent Sunkan Sentimentalt is – ebből egy (Macutoja Jumi Koibito ga Santa Claus című számának feldolgozása) kivételével mind felkerült a korongra, ami e mellett még a turné összefoglaló kisfilmét és a Secret Base (Kimi ga Kureta Mono) című feldolgozásuk klipjét is tartalmazza. A klipet a következő koncertsorozatuk, a Scandal: Sunkan szakura zenszen Tour 2010 Spring 2010. március 27-ei vagy az április 4-ei állomásán rögzítették.
Az album az ötödik helyen mutatkozott be az Oricon zenei DVD és az összesített DVD eladási listáján is.

## Számlista
1. Best Scandal Opening
2. Space Ranger (スペースレンジャー?)
3. BEAUTeen!!
4. Anata ga mavaru (アナタガマワル?, ’Körülötted’)
5. Maborosi Night (マボロシナイト?, ’Fantoméjszaka’)
6. Koi mojó (恋模様?, ’Szerelem minta’)
7. Ring! Ring! Ring!
8. S.L. Magic
9. Tokyo
10. Sakura Goodbye (SAKURAグッバイ?, ’Viszlát cseresznyevirág’)
11. Jumemiru cubasza (夢見るつばさ?, ’Álmodozás a szárnyakról’)
12. Hitocu dake (ひとつだけ?, ’Egyetlen’)
13. Kimi to joru to namida (キミと夜と涙?, ’Te, az éjszaka és a könnyek’)
14. Sódzso S (少女S?, ’Lányok’)
15. Kageró (カゲロウ?, ’Tiszavirág’)
16. Taijó to kimi ga egaku Story (太陽と君が描くSTORY?, ’A történet, amit te és a Nap rajzolt’)
17. Scandal Baby
18. Sunkan Sentimental (瞬間センチメンタル?, ’Érzelmes pillanat’)
19. Doll

Bónusz tartalmak
1. Best Nagoya–Best Osaka összefoglaló kisfilm
2. Secret Base (kimi ga kureta mono) videóklip (secret base～君がくれたもの～?, ’Titkos bázis (amiket adtál nekem)’)